# Haitianisch-uruguayische Beziehungen
Die Haitianisch-uruguayischen Beziehungen beschreiben das bilaterale Verhältnis zwischen der Republik Haiti einerseits und der Republik Östlich des Uruguay andererseits.
Beide Länder sind Mitglieder der Vereinten Nationen, der Organisation Amerikanischer Staaten und der Gemeinschaft der Lateinamerikanischen und Karibischen Staaten (CELAC).

## Geschichte und Stand
Haiti erlangte die Unabhängigkeit von der früheren Kolonialmacht Frankreich im Jahr 1804, während sich Uruguay im Jahr 1825 nach ursprünglich spanischer Kolonisierung unabhängig erklärte.
Beide Länder nahmen im Jahr 1945 diplomatische Beziehungen auf, womit Uruguay das 22ste Land wurde, zu dem Haiti offizielle Beziehungen hatte. Der Botschafter von Haiti in Argentinien ist in Uruguay nebenakkreditiert, während die Botschaft Uruguays in der Dominikanischen Republik auch für Haiti zuständig ist. Uruguay hat in Port-au-Prince zudem einen Honorarkonsul bestellt.
In der Mission des Nations Unies pour la stabilisation en Haïti (MINUSTAH; 2004 bis 2017) stellte Uruguay ein Kontingent von rund 1100 Blauhelmsoldaten. Im Juli 2011 kam es zu einem behaupteten Missbrauchsfall, bei dem uruguayische Angehörige der MINUSTAH in Port-Salut ausweislich eines mit einem Mobiltelefon aufgenommenen und im Internet verbreiteten Videos einen haitianischen Jugendlichen sexuell belästigt haben sollten. Der Vorfall wurde in Montevideo vor Gericht verhandelt. Schließlich wurden vier Beschuldigte in Untersuchungshaft genommen; zu einer Verurteilung kam es jedoch nicht.
Nach dem verheerenden Erdbeben in Haiti 2010 sandte Uruguay humanitäre Hilfsgüter, vor allem Lebensmittel, Medikamente und zwei autonome Wasseraufbereitungsanlagen, nach Haiti.
Uruguay stellte Haiti im Jahr 2013 einen Betrag von 3,5 Mio. US-Dollar als finanzielle Unterstützung für die Konsolidierung und Entwicklung des Landes zur Verfügung. Der uruguayische Außenminister Luis Almagro betonte bei dem Treffen, in dessen Rahmen die Übergabe stattfand, die intensiven Beziehungen zwischen den beiden Ländern und das Interesse an einer weiteren Vertiefung der bilateralen Beziehungen. Er verwies auch auf die Rolle der uruguayischen Vertretung bei den Vereinten Nationen als Koordinator der „Gruppe der Freunde Haitis“ in New York. Der „Fonds Uruguay“ genannte Betrag wurde unter Federführung des haitianischen Finanzministeriums an eine Vielzahl von Projektträgern ausgekehrt. Im Jahr 2015 fand angesichts behaupteter Unregelmäßigkeiten bei den Auszahlungen eine umfassende Untersuchung durch die Inspection générale des finances (IGF) statt.
Im November 2013 besuchte Außenminister Almagro Haiti. Er hatte ein Gespräch mit dem haitianischen Präsidenten Michel Martelly und inspizierte die uruguayischen Soldaten und Polizisten der MINUSTAH.